# Ottmannsberg

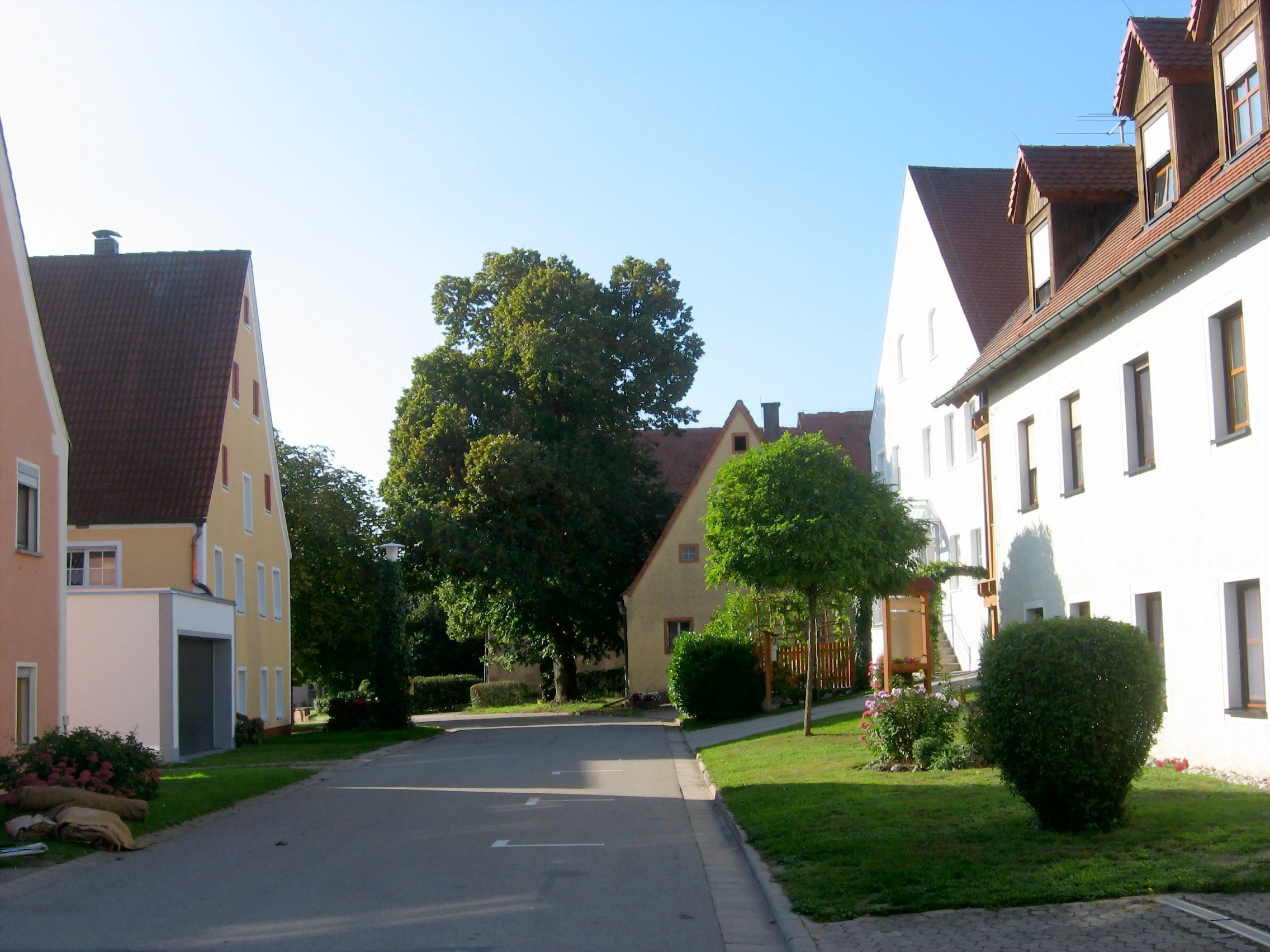
Der Ortskern Richtung Westen

Ottmannsberg (fränkisch: Noudlschbärch)  ist ein Gemeindeteil der Stadt Spalt im Landkreis Roth (Mittelfranken, Bayern). Ottmannsberg liegt in der Gemarkung Enderndorf am See.

## Lage
Das Dorf liegt im Spalter Hügelland bzw. im Fränkischen Seenland, 0,5 km nördlich des Großen Brombachsees und ca. 3 km südlich von Spalt. Eine Gemeindeverbindungsstraße führt nach Enderndorf (0,7 km westlich) bzw. nach Heiligenblut (1 km östlich). Eine weitere Gemeindeverbindungsstraße führt zur Kreisstraße RH 18 bei Großweingarten (1,9 km nördlich).

## Geschichte
Die Ansiedelung wurde erstmals in einem Eichstätter Lehenbuch (ab 1322) als „Otelsperg“ (=Siedlung zum Berg eines Otolt/Otolf) erwähnt; der Eichstätter Bischof Reinboto hatte den Weiler zusammen mit Spalt und anderen Orten rund um Spalt 1294 vom Regensburger Bischof auf dem Tauschweg erworben.
Der Übergang von Gütern des Weilers auf die Burggrafen von Nürnberg und damit auf das Fürstentum Ansbach ist ungeklärt. Jedenfalls kaufte 1413 der Nürnberger Ratsherr Anton Dörrer von seinem Bruder Hans Güter zu Enderndorf und Ottmannsberg. 1529 gehörten die sechs Hintersassen des Weilers der Reichsstadt Nürnberg; 1540 hatten zwei Güter von „Otmanspergk“ Abgaben an das Landalmosenamt Nürnberg zu leisten. Für 1608 erfährt man, dass der Weiler „Ottensperg“ bezüglich der Fraisch dem brandenburg-ansbachischen Oberamt Gunzenhausen untersteht; drei Untertanen gehörten dem Jacob Dill zu Enderndorf, zwei weiterhin dem Landalmosenamt. 1732 heißt es, dass der Weiler „Ottmannsberg oder Marlsberg genannt“ wird; drei Untertanen gehörten nun den Oelhafen von Schöllenbach zu Nürnberg, einer den Nützel von Sündersbühl zu Nürnberg, einer dem Landpflegeamt Nürnberg. Außerdem gab es ein Hirtenhaus. Die Gemeindeherrschaft übte die Familie Nützel aus, die Vogtei und die hohe Fraisch lagen weiterhin beim Oberamt Gunzenhausen. Am Ende des Alten Reiches war Ottmannsberg ein Weiler von fünf Untertanenanwesen; ein Hof gehörte dem Landalmosenamt Nürnberg, ein Gut den Pömer von Diepoltsdorf (vormals der Besitz der Nützel von Sündersbühl); ein Hof und zwei Güter gehörten den Freiherrn von Harsdorff zu Enderndorf, die die Dorf- und Gemeindeherrschaft ausübten.
Im Königreich Bayern wurde Ottmannsberg im Zuge des Gemeindeedikts dem 1808 gebildeten Steuerdistrikt Absberg und der 1811 gebildeten Ruralgemeinde Enderndorf zugewiesen.
1871 wurden im Ort sieben Pferde und 55 Stück Rindvieh gehalten. Heute spielt neben der Landwirtschaft der Tourismus eine bedeutende Rolle für das Dorf.
Im Zuge der Gebietsreform in Bayern wurde Ottmannsberg am 1. Juli 1972 nach Spalt eingemeindet.

### Einwohnerentwicklung
| Jahr      | 001818 | 001840 | 001861 | 001871 | 001885 | 001900 | 001925 | 001950 | 001961 | 001970 | 001987 | 002018 | 002023 |
| Einwohner | 86     | 63     | 64     | 64     | 68     | 47     | 61     | 74     | 46     | 42     | 43     | 57     | 57     |
| Häuser    | 12     | 6      |        |        | 11     | 11     | 10     | 10     | 10     |        | 16     |        |        |
| Quelle    | [ 17 ] | [ 18 ] | [ 19 ] | [ 14 ] | [ 20 ] | [ 21 ] | [ 22 ] | [ 23 ] | [ 24 ] | [ 25 ] | [ 26 ] | [ 1 ]  | [ 1 ]  |

## Religion
Seit der Reformation ist der Ort gemischt konfessionell. Die Katholiken sind der Kirchengemeinde St. Ägidius (Hagsbronn) zugehörig, einer Filiale von St. Emmeram (Spalt), die Protestanten sind in die Christuskirche (Absberg) gepfarrt.

## Sonstiges

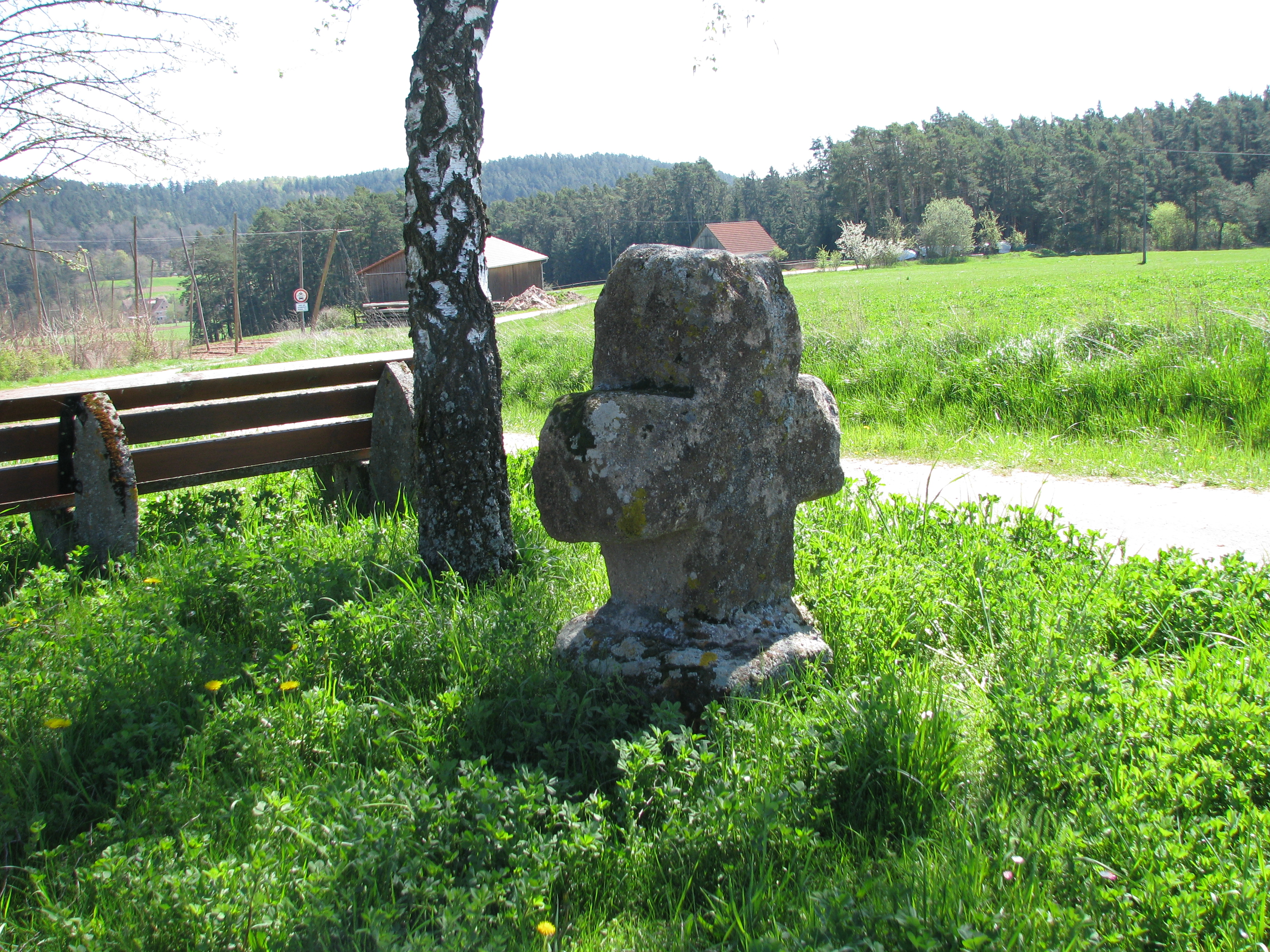
Steinkreuz (Schwedenkreuz), südöstlich von Ottmannsberg

Östlich von Ottmannsberg steht in etwa 300 m Entfernung das Steinkreuz bei Ottmannsberg. Das in Kartenwerken als „Schwedenkreuz“ bezeichnete Kreuz ist wohl ein spätmittelalterliches Sühnekreuz.